# Trézelles
Trézelles est une commune française située dans le département de l'Allier, en région Auvergne-Rhône-Alpes. Située au cœur du Bourbonnais, la commune est traversée par la Bresbe.
Dans la Description générale du Bourbonnais (1569), Nicolas de Nicolay indique que Trézelles aurait été autrefois une ville close, comme il se voit par certains vestiges. On y célébrait, à l'époque, une fête ou foire que l'on appelait Chari-Barat. Trézelles était également renommée pour son commerce d'horlogerie.

## Géographie
Située dans la vallée de la Besbre, Trézelles se trouve à une altitude moyenne de 260 mètres. Sa superficie est de 18,14 km2.
Un paysage de bocage vallonné prédomine sur l’ensemble du territoire. Les principales surfaces agricoles sont destinées à l'élevage. Les prairies, bordées de haies, y sont très présentes. On y récolte du froment, de l'avoine, du chanvre, des noix en abondance et toutes espèces de fruits.

### Localisation
Trézelles se trouve à l’est du département de l'Allier, non loin de Moulins (37 km au nord) et Vichy (31 km au sud). Les villes et villages proches de Trézelles sont : Cindré (03220) à 2,21 km, Chavroches (03220) à 2,73 km, Varennes-sur-Tèche (03220) à 2,78 km, Jaligny-sur-Besbre (03220) à 5,61 km, Servilly (03120) à 5,63 km.
|        | Chavroches | Sorbier            |
| Cindré | Trézelles  | Varennes-sur-Tèche |
|        | Servilly   |                    |

### Climat
Pour des articles plus généraux, voir Climat d'Auvergne-Rhône-Alpes et Climat de l'Allier.
En 2010, le climat de la commune est de type climat océanique dégradé des plaines du Centre et du Nord, selon une étude du CNRS s'appuyant sur une série de données couvrant la période 1971-2000. En 2020, Météo-France publie une typologie des climats de la France métropolitaine dans laquelle la commune est exposée à un climat océanique altéré et est dans la région climatique Centre et contreforts nord du Massif Central, caractérisée par un air sec en été et un bon ensoleillement.
Pour la période 1971-2000, la température annuelle moyenne est de 11,2 °C, avec une amplitude thermique annuelle de 16,3 °C. Le cumul annuel moyen de précipitations est de 820 mm, avec 10,8 jours de précipitations en janvier et 7,4 jours en juillet. Pour la période 1991-2020, la température moyenne annuelle observée sur la station météorologique de Météo-France la plus proche, sur la commune de Saint-Léon à 11 km à vol d'oiseau, est de 11,7 °C et le cumul annuel moyen de précipitations est de 857,2 mm,. Pour l'avenir, les paramètres climatiques de la commune estimés pour 2050 selon différents scénarios d'émission de gaz à effet de serre sont consultables sur un site dédié publié par Météo-France en novembre 2022.

### Hydrographie
La commune de Trézelles est traversée par la Besbre. On note de nombreuses sorties de sources au niveau de la roche calcaire.
Après un parcours de 18 kilomètres, la Têche, qui prend sa source sur la commune de Loddes à 470 m d’altitude, conflue avec la Besbre en rive droite au niveau de Trézelles.
La Besbre déborde régulièrement en début d'année dans la vallée alluviale à la suite de la fonte des neiges de la Montagne bourbonnaise.

## Urbanisme

### Typologie
Au 1er janvier 2024, Trézelles est catégorisée commune rurale à habitat dispersé, selon la nouvelle grille communale de densité à 7 niveaux définie par l'Insee en 2022.
Elle est située hors unité urbaine. Par ailleurs la commune fait partie de l'aire d'attraction de Lapalisse, dont elle est une commune de la couronne,. Cette aire, qui regroupe 9 communes, est catégorisée dans les aires de moins de 50 000 habitants,.

### Occupation des sols

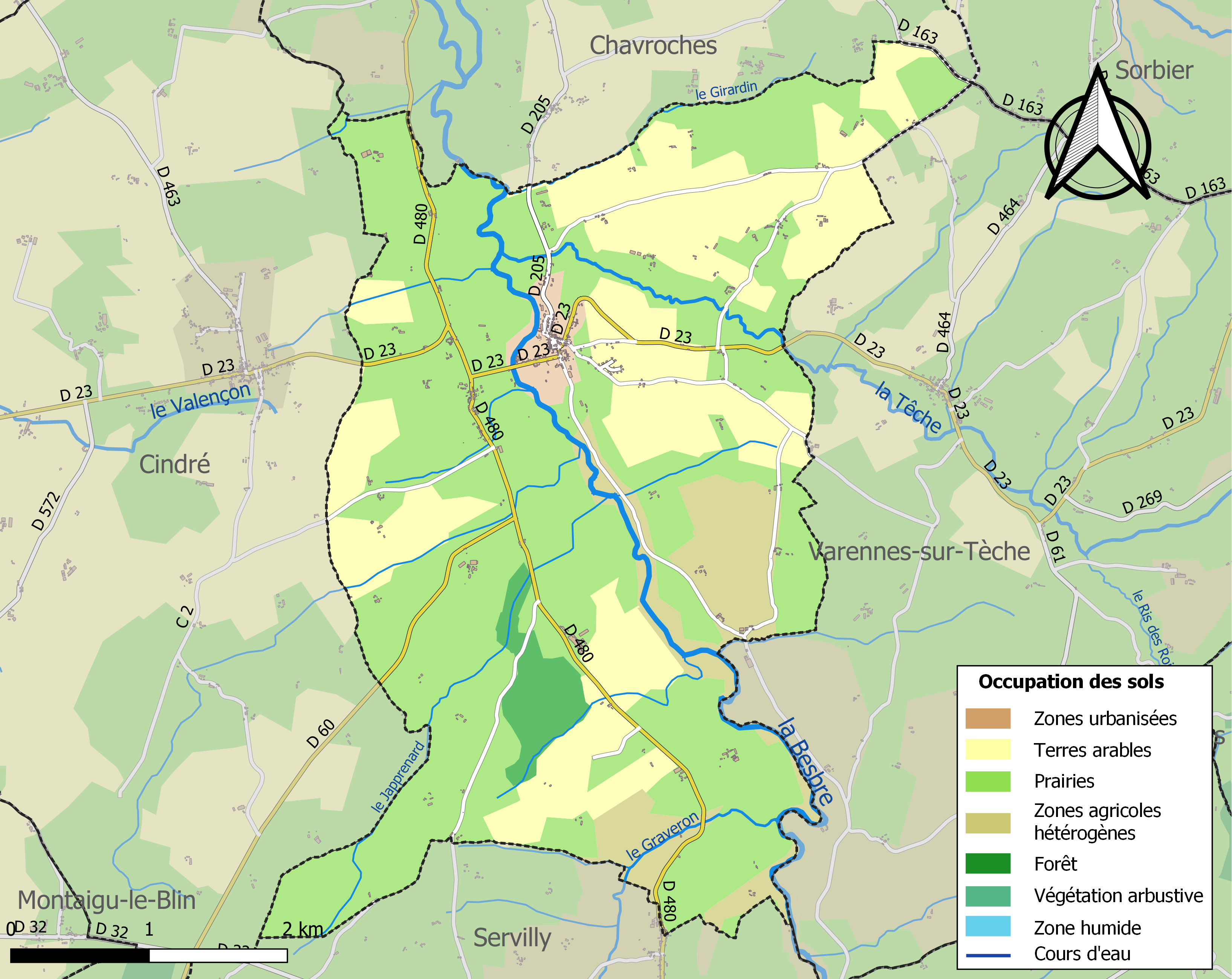
Carte des infrastructures et de l'occupation des sols de la commune en 2018 (CLC).

L'occupation des sols de la commune, telle qu'elle ressort de la base de données européenne d’occupation biophysique des sols Corine Land Cover (CLC), est marquée par l'importance des territoires agricoles (95,6 % en 2018), une proportion sensiblement équivalente à celle de 1990 (95,7 %). La répartition détaillée en 2018 est la suivante : 
prairies (59,2 %), terres arables (27,1 %), zones agricoles hétérogènes (9,2 %), forêts (2,6 %), zones urbanisées (1,9 %).
L'IGN met par ailleurs à disposition un outil en ligne permettant de comparer l’évolution dans le temps de l’occupation des sols de la commune (ou de territoires à des échelles différentes). Plusieurs époques sont accessibles sous forme de cartes ou photos aériennes : la carte de Cassini (XVIIIe siècle), la carte d'état-major (1820-1866) et la période actuelle (1950 à aujourd'hui).

## Histoire

### Origine
Le nom de Trézelles viendrait de Tresail, dérivé de Transalium, ce qui permet de penser que Trézelles a été le Transaliensii vicus in Arverno cité par Grégoire de Tours, dont l’origine remonterait à l’époque gallo-romaine. Cette hypothèse est confortée par la découverte de vestiges gallo-romains de faible importance (vestiges de tuiles romaines et de céramique) lors du passage des canalisations de gaz en bordure de la Besbre.

### Moyen Âge
En 1056, Falcon de Jaligny offre Trézelles à son frère Guillaume, Abbé de Tournus. Le comte de Nevers, Hervé, est le premier seigneur connu du fief. En 1217, il fait aveu à l’évêque de Clermont pour ses terres, aveu renouvelé par ses descendants jusqu’en 1278.

### Époque moderne
En 1508, un certain Philippe Morel s’intitule seigneur de Trezelles et descend vraisemblablement de Jean Morel, bourgeois de Jaligny en 1342, dont la famille sera anoblie par lettres du 6 septembre 1669 en la personne de Gilbert, gendarme de la garde du roi, demeurant en la seigneurie de Cadelières. En 1792, au moment de l’émigration de Jean-Baptiste Hautier de Villemontée, dernier seigneur de Trézelles, le château est confisqué et en partie détruit.

### Époque contemporaine
Au début du XXe siècle, la commune devient un important carrefour ferroviaire où se croisent les lignes locales reliant Varennes au Donjon et Dompierre-sur-Besbre à Lapalisse. Le 1er juin 1939, ces lignes ferment, les ponts et les rails sont détruits. La ferraille est alors récupérée par les Allemands, pour les besoins de guerre.
Le 18 juin 1940, à la suite de la débâcle de l'armée française, un camp provisoire de prisonniers est mis en place pendant une dizaine de jours par les Allemands entre Trézelles et Floret.

## Politique et administration
Antérieurement à 2015, la commune était rattachée au canton de Jaligny-sur-Besbre. Les douze communes qui le constituaient, dont Trézelles, ont alors rejoint le nouveau canton de Moulins 2.
Trézelles fait partie de la troisième circonscription de l'Allier. Lors des élections législatives 2022, le parti Les Républicains, emmené par Nicolas Ray a réuni le plus grand nombre de voix avec 67,67 % des suffrages, devant Bénédicte Peyrol, candidate Ensemble, qui a obtenu 32,33 % des voix.
Le conseil municipal compte actuellement 11 membres et est présidé par Alain Vernisse.
| Période                                  | Période                      | Identité                           | Étiquette | Qualité                                            |
| ---------------------------------------- | ---------------------------- | ---------------------------------- | --------- | -------------------------------------------------- |
| Les données manquantes sont à compléter. |                              |                                    |           |                                                    |
| 1792                                     | 1793                         | Jean Pejoux                        |           |                                                    |
| 1793                                     | 1795                         | Blaise Laugier                     |           |                                                    |
| 1795                                     | 1815                         | Louis Dulignier                    |           |                                                    |
| 1815                                     | 1827                         | Jacques Dupont                     |           |                                                    |
| 1827                                     | 1831                         | Pierre Dulignier                   |           |                                                    |
| 1831                                     | 1841                         | François Marie Degeorge            |           |                                                    |
| 1841                                     | 1848                         | Emmanuel Préveraud de La Boutresse |           | Officier de cavalerie                              |
| 1848                                     | 1848                         | Pierre Machuret                    |           |                                                    |
| 1848                                     | 1859                         | Emmanuel Préveraud de La Boutresse |           |                                                    |
| 1859                                     | 1874                         | François de Finance                |           |                                                    |
| 1874                                     | 1884                         | Gilbert Préveraud de La Boutresse  |           | Conseiller général du Canton de Jaligny-sur-Besbre |
| 1884                                     | 1908                         | Charles Gustave Marchal            |           |                                                    |
| 1908                                     | 1912                         | Mayeul Bonin                       |           |                                                    |
| 1912                                     | 1919                         | Julien Metot                       |           |                                                    |
| 1919                                     | 1935                         | Nicolas Romaillat                  |           |                                                    |
| 1935                                     | 1941                         | Antoine Pejoux                     |           |                                                    |
| 1941                                     | 1944                         | Claudius Duriat                    |           |                                                    |
| 1944                                     | 1945                         | Jean Buisson                       |           |                                                    |
| 1945                                     | 1959                         | Antoine Pejoux                     |           |                                                    |
| 1959                                     | 1977                         | Jean Marie Allissant               |           |                                                    |
| 1977                                     | 2001                         | Jacques Livrozet                   |           |                                                    |
| mars 2001                                | mars 2014                    | Jacques Pillot                     |           |                                                    |
| mars 2014                                | En cours (au 8 juillet 2020) | Alain Vernisse                     |           | Retraité ingénieur Réélu en 2020                   |

## Population et société

### Démographie
L'évolution du nombre d'habitants est connue à travers les recensements de la population effectués dans la commune depuis 1793. Pour les communes de moins de 10 000 habitants, une enquête de recensement portant sur toute la population est réalisée tous les cinq ans, les populations de référence des années intermédiaires étant quant à elles estimées par interpolation ou extrapolation. Pour la commune, le premier recensement exhaustif entrant dans le cadre du nouveau dispositif a été réalisé en 2006.

En 2022, la commune comptait 393 habitants, en évolution de −1,26 % par rapport à 2016 (Allier : −1,38 %, France hors Mayotte : +2,11 %).
| 1793 | 1800 | 1806 | 1821 | 1831 | 1836 | 1841 | 1846 | 1851 |
| ---- | ---- | ---- | ---- | ---- | ---- | ---- | ---- | ---- |
| 756  | 835  | 790  | 806  | 776  | 918  | 840  | 947  | 914  |

| 1856 | 1861 | 1866 | 1872 | 1876 | 1881 | 1886 | 1891 | 1896 |
| ---- | ---- | ---- | ---- | ---- | ---- | ---- | ---- | ---- |
| 955  | 930  | 970  | 934  | 967  | 936  | 921  | 902  | 907  |

| 1901 | 1906 | 1911 | 1921 | 1926 | 1931 | 1936 | 1946 | 1954 |
| ---- | ---- | ---- | ---- | ---- | ---- | ---- | ---- | ---- |
| 897  | 987  | 944  | 825  | 827  | 785  | 760  | 742  | 665  |

| 1962 | 1968 | 1975 | 1982 | 1990 | 1999 | 2006 | 2011 | 2016 |
| ---- | ---- | ---- | ---- | ---- | ---- | ---- | ---- | ---- |
| 638  | 562  | 521  | 453  | 414  | 395  | 379  | 390  | 398  |

| 2021 | 2022 | - | - | - | - | - | - | - |
| ---- | ---- | - | - | - | - | - | - | - |
| 400  | 393  | - | - | - | - | - | - | - |

### Enseignement
Trézelles dépend de l'académie de Clermont-Ferrand. Elle gère une école maternelle publique.
Hors dérogations à la carte scolaire, les collégiens se rendent à Jaligny-sur-Besbre et les lycéens à Moulins et Yzeure.

## Culture locale et patrimoine
Trézelles abrite plusieurs monuments qui témoignent de la richesse et de la diversité de son patrimoine :

### Patrimoine religieux

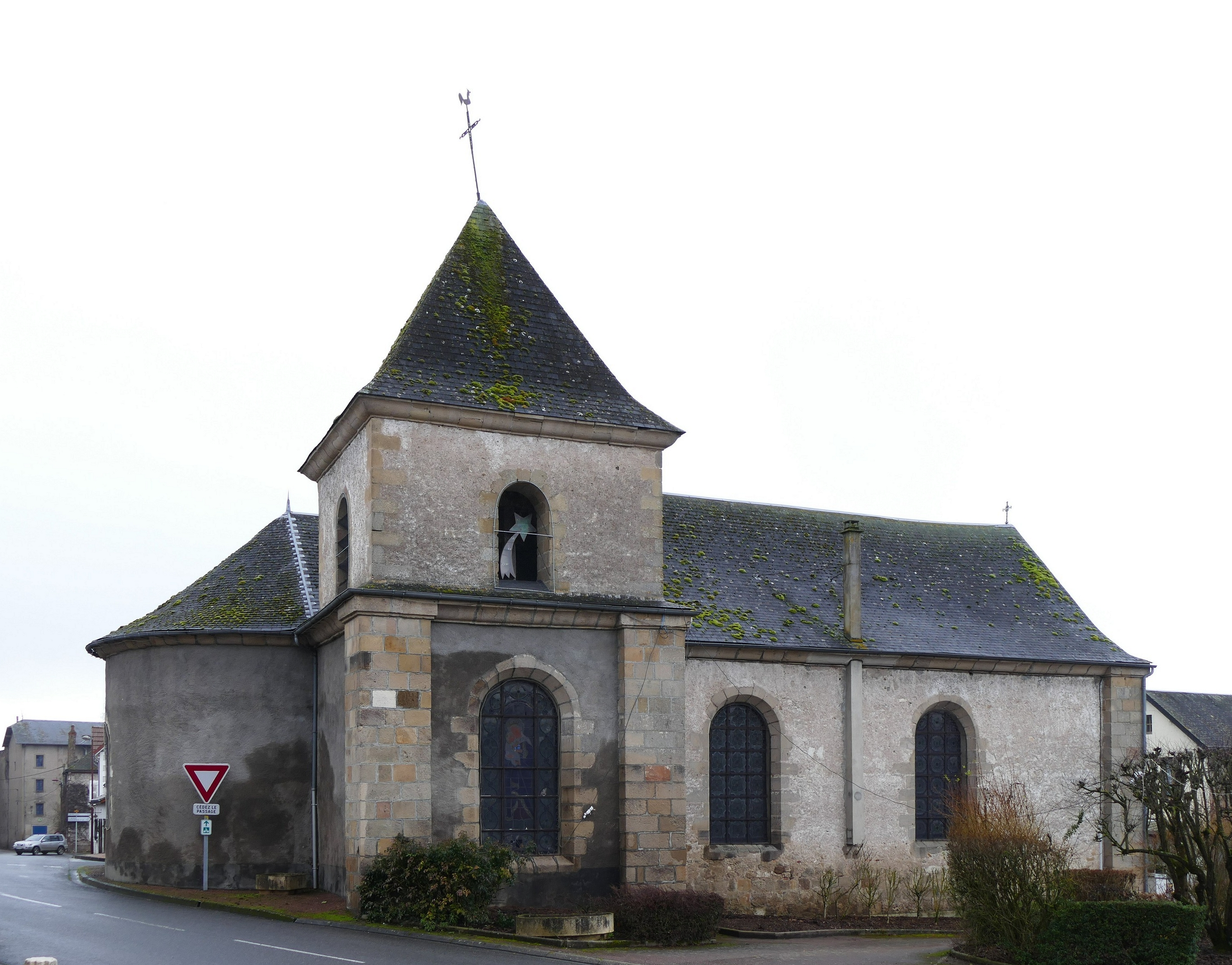
L'église Saint-Barthélemy.

- Église Saint-Barthélemy : située au centre du bourg, cette église était autrefois l'annexe du prieuré des minimes de Moulins au hameau de Floret ; le curé se qualifiait de curé de Floret et de Trézelles. Cette église du XVIIIe a été reconstruite postérieurement à la date du 16 septembre 1762, date d'adjudication de sa reconstruction à Jean Brosse[32]. L’édifice actuel, moderne, est de plan cruciforme terminé par une abside en hémicycle. Un clocher carré s’élève sur le croisillon sud. Des fragments de mosaïque, découverts par Esmonnot lors des travaux exécutés dans le chœur en 1843, ont été transportés au musée de Moulins. Ils datent de l’époque romane et figurent des colombes buvant au même calice, des griffons affrontés[19].
- Prieuré de Floret : situé sur la rive gauche de la Besbre, le prieuré de Floret appartenait, au cours du XIe siècle, à l'ordre des bénédictins. Vers 1630 (référence à donner) le prieuré, dit de Sainte-Croix, appartient à l'ordre des franciscains mineurs. Ce prieuré donna asile à Mandrin, lors de sa fuite à travers le Bourbonnais, après la bataille d'Étang, en décembre 1754[33]. Le prieuré est aujourd'hui devenu une propriété privée.
- Trézelles serait le village natal de saint Lupicin, qui vit au VIe siècle. Grégoire de Tours précise que Trézelles serait le lieu du tombeau de Lupicin[34]. A sa mort, les habitants de Lubié, village voisin renommé depuis Lapalisse, tentent d’obtenir la dépouille du saint, mais en vain.

### Châteaux et manoirs

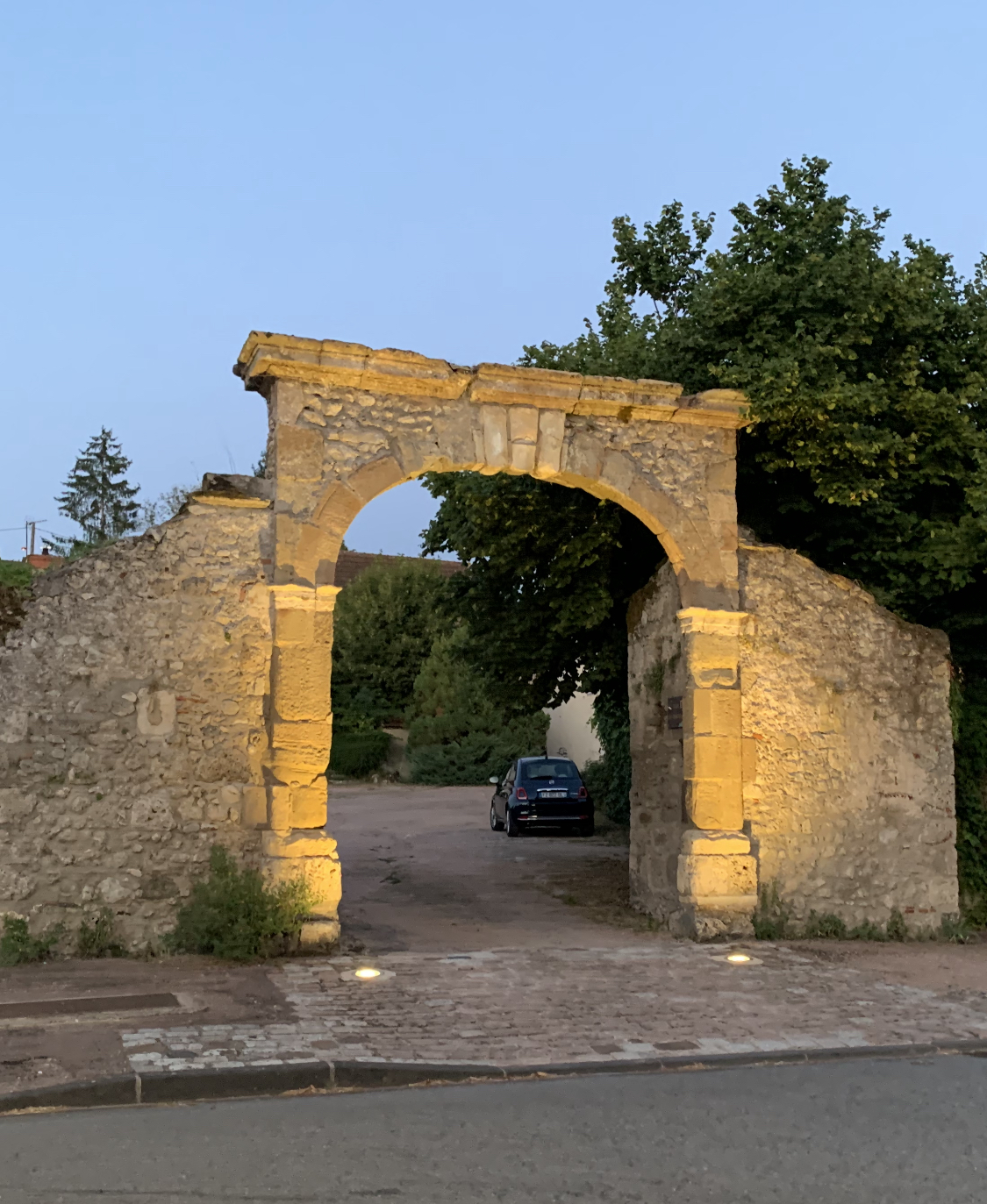
Portail en cintre plein de l'ancien château de Trézelles

À l'image de la Moyenne Besbre, qui est qualifiée de Vallée des châteaux, Trézelles compte, sur son territoire, pas moins de quatre châteaux, manoirs ou maisons fortes.
- Château de Trézelles : propriété de la famille Morel, seigneurs de Trézelles, de 1508 jusqu'en 1792, le château disposait d'un jardin en terrasse, orné de jets d’eau. De l’ancienne demeure seigneuriale, située au centre du village, il ne subsiste aujourd’hui que deux des quatre tours d’angle ainsi que deux pavillons attenants qui servaient jadis d’écuries et de cellier. Seule la façade ouest a conservé les éléments patrimoniaux de l'ancien château. Le porche, en cintre plein, datant du XVIIe siècle et dans lequel il subsiste encore une meurtrière, est éclairé de nuit.
- Manoir des Quillets : c’est dans la première moitié du XVIIe siècle que l’édifice, de style Louis XIII, est venu remplacer un domaine dépendant des Villars. Précédée d’une cour encadrée de deux tours rondes, l’habitation est composée d’un pavillon central rectangulaire, augmenté dans le prolongement des façades des deux ailes plus bases en retrait. Vers 1660, il fut ajouté au centre de la façade une tour circulaire et on y construisit un pigeonnier. Le domaine appartenait au XIXe siècle à la famille Préveraud de La Boutresse des Quillets, qui a donné plusieurs maires à la commune. La propriété appartient aujourd'hui à la famille Tiersonnier, avec hébergement Gîtes de France.

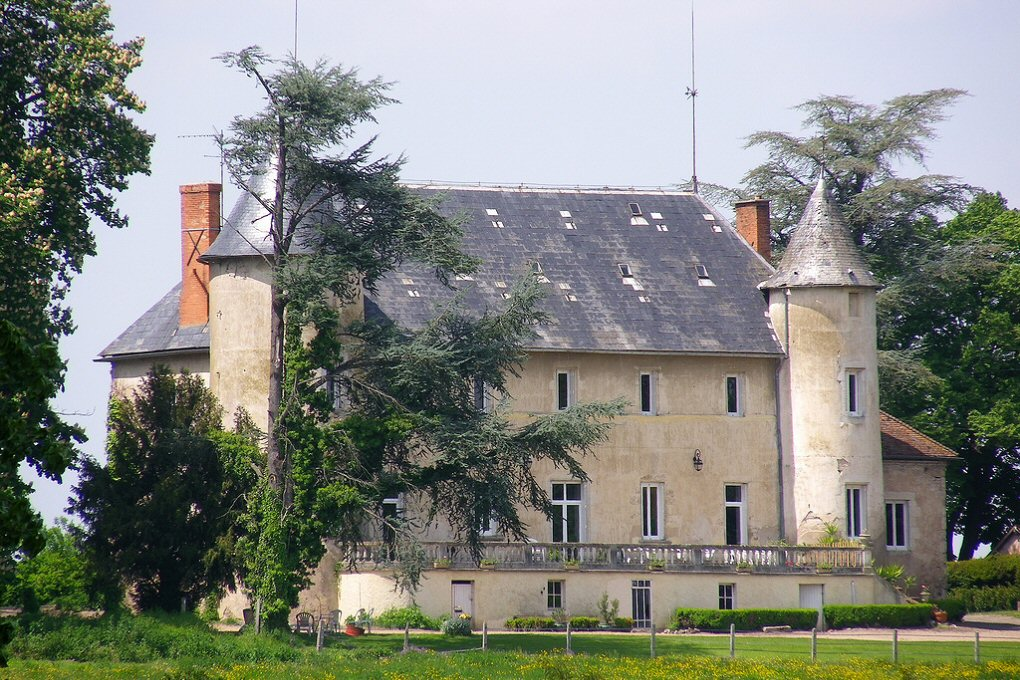
Château de Villard

- Château de VillardChâteau de Villard : ce château est bâti sur l'emplacement de l'ancienne seigneurie de Villars. Le premier seigneur connu est Jean de Villars, qui possède, en 1300, le domaine éponyme. Ses descendants en héritent jusqu'au début XVIe siècle, période à laquelle est construit l'édifice actuel. Le dernier seigneur du lieu est Louis de Chargères. Le château fut largement remaniée au XIXe siècle. De plan rectangulaire, elle présente une façade cantonnée aux angles de deux tours circulaires, dont l’une a un diamètre inférieur à l’autre. A proximité, se trouve une forte tour ronde coiffée d’un toit à lanternon, à usage de pigeonnier.
- Château de Trézuble : le fief de Trezuble est connu dès le XVIe siècle. Il ne fut jamais le siège d'un château important, mais plutôt d'une simple maison forte, avec une tour à l'allure féodale. Les fossés qui entouraient le château ont presque entièrement disparu, et la construction ne se distingue plus que par une tour ronde qui flanque dans un angle le corps de logis quadrangulaire à un étage, construit à colombages.

### Patrimoine civil
- Gare de Trézelles : Trézelles est devenu, à partir de 1906, la gare au carrefour de deux lignes : celle de Dompierre à Lapalisse et celle de Digoin à Saint-Pourçain sur Sioule. Le réseau sera progressivement abandonné à partir de 1939.
- Barrage de Trézelles : barrage sur la Besbre, en direction de Lapalisse par la voie longeant la Besbre ; la baignade était autrefois autorisée.
- Pont de fer du XIXe traversant la Besbre, ancienne voie du tacot de Trézelles, à proximité du manoir des Quillets.
- Souterrain annulaire du Ve siècle au lieu-dit les Jacquets, connu depuis le XIXe siècle, grâce au Dr Bailleau.

### Folklore

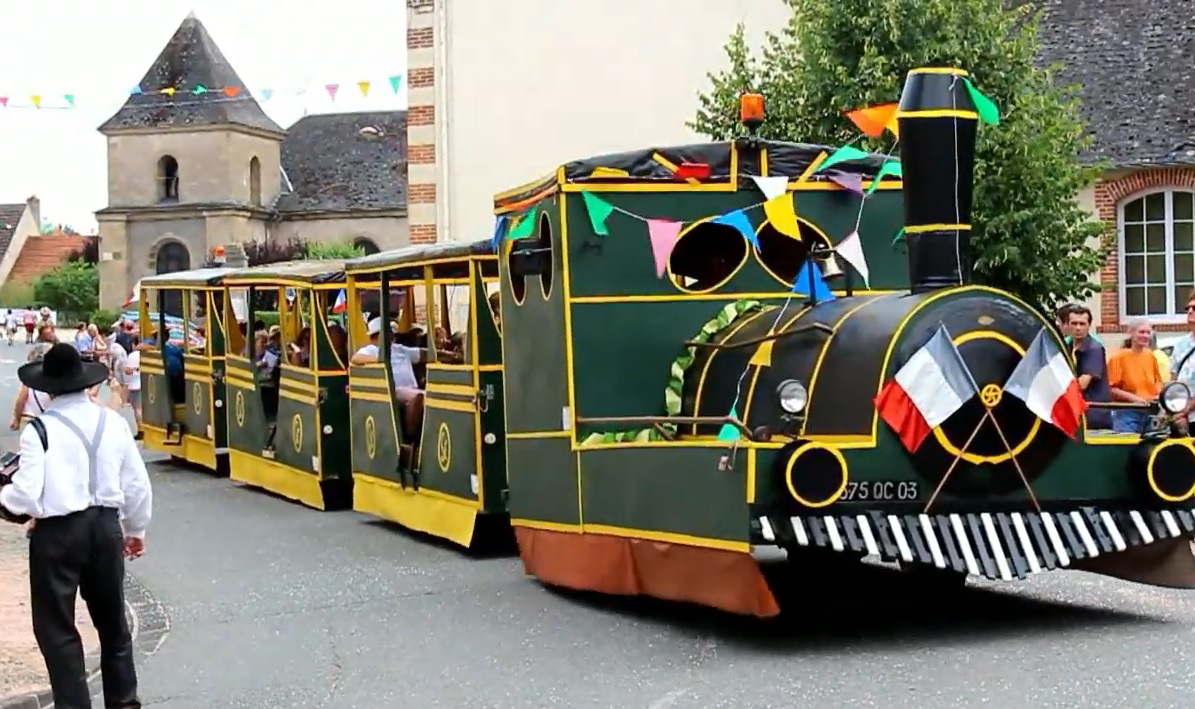
Tacot de Trézelles

Le Réseau de l'Allier, surnommé populairement « Le Tacot », était un réseau de chemin de fer secondaire à voie métrique organisé par le département de l'Allier en complément des lignes des « grands réseaux » d'intérêt général entre 1886 et 1950, et dont la longueur maximale fut de 367 km.
En 1969, quelques nostalgiques ont décidé de reconstruire sur un tracteur agricole la vieille locomotive et de la faire suivre par trois wagons. Depuis, chaque année, la copie du petit train, baptisé « Le Tacot de Trézelles », roule sur la route goudronnée, durant les trois jours que dure la fête patronale.

### Liste des lieux-dits et autres toponymes de la commune
- Bois d'Arbin
- Bois de l'Huilier
- Bois Relandin
- Cadeau
- Cadelière
- Le Pré Carré
- Floret
- Lancion
- Layat
- L'Allée
- L'Alliance
- L'Hermitage
- La Bamboche
- La Bruyère
- La Buse
- La Corne
- La Creuse
- La Croix des Ormes
- La Décampe
- La Devaudière
- La Durante
- La Grange
- La Maison rouge
- La Mignance
- La Minarde
- La Place Gauguin
- La Potence
- La Renardière
- La Roche
- Le Coq rouge
- Le Domaine neuf
- Le Moulin Bavard[LD 1]
- Le Moulin Berly
- Le Moulin de Villard
- Le Pont de Têche[LD 2]
- Le Pré carré
- Le Roy
- Le Villard[LD 3]
- Les Bauzets
- Les Bouets
- Les Bourniers
- Les Capiers
- Les Dallins
- Les Devaux
- Les Durands
- Les Gaillards
- Les Grillets
- Les Jacquets
- Les Jonchères
- Les Jonets
- Les Monnets
- Les Moutiers
- Les Normands
- Les Petits Gaillards
- Les Places
- Les Pucets
- Les Quillets[LD 3]
- Les Reverets
- Les Rives
- Les Roulands
- Les Ruets [LD 4]
- Les Thivets
- Les Tocants
- Les Véneaux
- Les Vrys
- Montifaut
- Pertuis Bardin
- Renière
- Rivière de la Besbre
- Ruisseau de la Têche
- Ruisseau de Japprenard
- Ruisseau de Graveron
- Ruisseau Girardin
- Sarrazin
- Segut
- Tirevinaigre
- Trembout
- Trézuble[LD 5]
- Vélot

1. ↑  Ancien moulin le long de la Besbre.
2. ↑  Pont mis à l'emplacement d'un ancien guet, lors de la mise en place de la ligne du tacot.
3. 1 2  Château.
4. ↑  Ancien élevage avicole.
5. ↑  Tour.